# Adam Bartosiak
Adam Zdzisław Bartosiak (ur. 24 lipca 1945 w Grabowcu) – polski działacz partyjny i państwowy, samorządowiec, były I sekretarz Komitetu Gminnego PZPR w Słubicach, w latach 1984–1990 I sekretarz Komitetu Wojewódzkiego PZPR w Płocku.

## Życiorys
Syn Stanisława i Zofii. W 1967 wstąpił do Polskiej Zjednoczonej Partii Robotniczej. Uzyskał wykształcenie wyższe inżynierskie. Od 1968 pracownik Mazowieckich Zakładów Rafineryjnych i Petrochemicznych w Płocku, a od 1971 wiceprezes Gminnej Spółdzielni w Słubicach. W latach 1974–1981 I sekretarz Komitetu Gminnego w Słubicach. Podczas powodzi z 1982 kierował sztabem powodziowym w Gąbinie. Od 1981 pełnił funkcję sekretarza, a od 14 stycznia 1984 do 17 stycznia 1990 I sekretarza KW PZPR w Płocku. Od 1986 należał do Centralnej Komisji Kontrolno-Rewizyjnej w Komitecie Centralnym partii. W 2002, 2006 i 2010 wybierany do rady powiatu płockiego z listy Sojuszu Lewicy Demokratycznej. W kadencjach 1999–2002 i 2006–2010 zasiadał w jego zarządzie.
Odznaczony Medalem „Zasłużony dla powiatu płockiego”.